# MC Lively
Michael Sani Amanesi, conocido por su nombre artístico MC Lively es un comediante y actor nigeriano.

## Biografía
MC Lively nació el 14 de agosto de 1992 en el Estado de Osun, Nigeria. Después de terminar la secundaria, asistió a la Universidad Obafemi Awolowo, donde estudió derecho.

## Carrera
Debutó como comediante en 2015, realizando parodias "Agidi" sobre eventos o problemas de la vida real en Nigeria. Como actor ha participado en películas como "Seven and Half Date", "Lagos Real Fake Life", "Fate of Alakada" y "Breaded Life".